# Joseba Beloki
Joseba Beloki (Lazkao, 1973. augusztus 12. –) spanyol–baszk országúti kerékpáros. 2006-ban visszavonult a versenyzéstől.

## Karrierje
Beloki 1998-ban állt profinak, ekkor az Euskaltel-Euskadi csapatánál versenyzett. A Tour de France-on 2000-ben és 2001-ben a harmadik, 2002-ben a második helyen végzett. 2001-ben megnyerte a Volta a Catalunya nevű versenyt.
2003-ban a Tour de France-on súlyos balesetet szenvedett. A kilencedik szakaszon, mindössze 8 kilométerrel a cél előtt haladt, ekkor összetettben a második helyen állt, mindössze 40 másodperccel lemaradva Lance Armstrongtól. Egy lejtőn, nagy sebességnél a hátsó gumija levált a kerékről, és olyan szerencsétlenül esett, hogy a combcsontját (két helyen), valamint a könyökét és a csuklóját is eltörte.
2004-ben a Brioches La Boulangère csapatához szerződött. A csapat színeiben elindult a hazai versenyén, a Vuelta al País Pasco nevű versenyen, azonban nagy fájdalmai miatt már az első szakaszt sem tudta befejezni. A szezon hátralévő részét a Saunier Duval-Prodir csapatánál töltötte.
2005-ben még elindult a Touron, de csak 75. lett.
2006-ban ő is belekeveredett a Fuentes-botrányba.

## Főbb sikerek
1998 – Euskaltel-Euskadi
-
1999 – Euskaltel-Euskadi
-
2000 – Festina-Lotus
Tour de Romandie - 1 szakasz
Tour de France - harmadik
2001 – ONCE-Eroski
Volta a Catalunya - győztes
pontverseny győztese
3 szakaszgyőzelem
Tour de France - harmadik
2002 – ONCE-Eroski
Tour de France - második
Vuelta - harmadik
2003 – ONCE-Eroski
Tour de France - nem ért célba, kieséséig második
2004 – Saunier Duval-Prodir és Brioches La Boulangère
-
2005 – Liberty Seguros-Würth
Tour de France - 75.
2006 – Liberty Seguros-Würth/Team Astana
-